# شهرستان استوری (آیووا)
شهرستان استوری، آیووا (به انگلیسی: Story County, Iowa) شهرستانی در ایالات متحده آمریکا است که در آیووا واقع شده‌است.

## خصوصیات
شهرستان استوری ۱٬۴۸۶٫۶۶ کیلومترمربع مساحت دارد.